# Liste der Geotope im Landkreis Ebersberg
Diese Liste enthält die Geotope des oberbayerischen Landkreises Ebersberg in Bayern.
Die Liste enthält die amtlichen Bezeichnungen für Namen und Nummern des Bayerischen Landesamt für Umwelt (LfU) sowie deren geographische Lage. Diese Liste ist möglicherweise unvollständig. Im Geotopkataster Bayern sind etwa 3.400 Geotope (Stand März 2020) erfasst. Das LfU sieht einige Geotope nicht für die Veröffentlichung im Internet geeignet. Einige Objekte sind zum Beispiel nicht gefahrlos zugänglich oder dürfen aus anderen Gründen nur eingeschränkt betreten werden.
| Name                                               | Bild           | Geotop ID | Gemeinde / Lage                                   | Geologische Raumeinheit        | Beschreibung | Fläche m² / Ausdehnung m | Geologie                                      | Aufschlussart        | Wert         | Schutzstatus                               | Bemerkung |
| -------------------------------------------------- | -------------- | --------- | ------------------------------------------------- | ------------------------------ | --- | ------------------------ | --------------------------------------------- | -------------------- | ------------ | ------------------------------------------ | --------- |
| Nagelfluhwand Tegernau                             |                | 175A001   | Frauenneuharting (48° 1′ 21″ N, 12° 2′ 28″ O)     | Inn-Chiemsee-Jungmoränenregion | Im ehemaligen Nagelfluhsteinbruch findet man ungegliederten Deckenschotter aufgeschlossen. | 1200 400 × 3             | Typ: Gesteinsart Art: Konglomerat             | Steinbruch           | bedeutend    | kein Schutzgebiet                          |           |
| Kalktuff-Steinbruch WSW von Pullenhofen            | weitere Bilder | 175A003   | Bruck (48° 1′ 44″ N, 11° 54′ 19″ O)               | Inn-Chiemsee-Jungmoränenregion | Im Moosachtal w von Pullenhofen befindet sich ein aufgelassener Steinbruch, in dem bis 1972 Kalktuff (Quelltuff) abgebaut wurde. Der Tuff war bis ins 20. Jahrhundert ein beliebtes Baumaterial. Zahlreiche Gehöfte der Umgebung sowie u. a. die Kirchen in Taglaching und Alxing wurden daraus errichtet. Auch die Ludwigsbrücke in München wurde mit Pullenhofener Tuff verkleidet. Dass das Material schon früher Verwendung fand, bestätigen frühmittelalterliche Tuffplattengräber, die unmittelbar nw von Pullenhofen entdeckt wurden. Am gegenüberliegenden Talhang weisen Reste von neuzeitlichen Kalköfen darauf hin, dass der Kalk auch für die Baustoff- und Düngemittelproduktion gebrannt wurde. Der Abbaubereich ist bereits stark zugewachsen, anstehender Kalktuff ist nur noch an wenigen Stellen anzutreffen. In der näheren Umgebung des neueren Bruches belegen stark verrollte ehemalige Abbaustellen ohne Aufschlüsse den einst größeren Umfang der Gewinnungsarbeiten. Die Quellen, die für die Entstehung des Tuffs verantwortlich sind, werden heute für die Trinkwassergewinnung genutzt. | 4500 150 × 30            | Typ: Gesteinsart Art: Kalktuff, Schotter      | sonstiger Aufschluss | wertvoll     | Landschaftsschutzgebiet, FFH-Gebiet        |           |
| Entwässerungsstollen N von Eisendorf               | weitere Bilder | 175G001   | Grafing bei München (48° 1′ 10″ N, 11° 58′ 4″ O)  | Inn-Chiemsee-Jungmoränenregion | Der Stollen wurde 1829 zur Entwässerung eines Sees und Nutzung der trockengefallenen Flächen für die Landwirtschaft gebaut. Seine Funktion als Wasserlösungsstollen erfüllt er noch immer. Die beiden Uraufnahmen aus dem 19. Jahrhundert zeigen den See vorher und den Stollen nachher. Der Stolleneingang liegt in sumpfigem Weidegelände, der Ausgang in einem steilen Hang mit Nagelfluhbänken. | 100 100 × 1              | Typ: Stollen Art: Kalkstein, Kies             | kein Aufschluss      | bedeutend    | Landschaftsschutzgebiet                    |           |
| Quellaustritte NW von Glonn                        | weitere Bilder | 175Q001   | Glonn (47° 59′ 34″ N, 11° 51′ 26″ O)              | Inn-Chiemsee-Jungmoränenregion | In einem steilen Talkessel findet sich westlich von Glonn, bei Urspring, eine Reihe starker Quellen. Die Schichtquellen treten an der Grenze zwischen Deckenschotter und Oberer Süßwassermolasse aus. Der Wasseraustritt ist durch den über der Sohle des Schmelzwassertals gelegenen Flinzsockel beeinflusst. Die Quellen sind schwer zugänglich, einige liegen in einem umzäunten Fischzuchtgelände. | 2000 50 × 40             | Typ: Schichtquelle Art: Schotter, Mergel      | kein Aufschluss      | bedeutend    | FFH-Gebiet                                 |           |
| Quellaustritte in Altenburg NW von Moosach         | weitere Bilder | 175Q002   | Moosach (48° 2′ 9″ N, 11° 51′ 57″ O)              | Inn-Chiemsee-Jungmoränenregion | Der Quellhorizont liegt im Grenzbereich Deckenschotter – Obere Süßwassermolasse. Es existieren mehrere Quellaustritte, die gefasst wurden. Die Quellteiche werden als Fischweiher genutzt. | 6000 300 × 20            | Typ: Verengungsquelle Art: Schotter, Mergel   | kein Aufschluss      | bedeutend    | Landschaftsschutzgebiet                    |           |
| Erratischer Block in Ebersberg                     | weitere Bilder | 175R002   | Ebersberg (48° 4′ 50″ N, 11° 57′ 48″ O)           | Inn-Chiemsee-Jungmoränenregion | Der Nagelfluhblock wurde von seinem ursprünglichen Standort vor die Hauptschule in Ebersberg versetzt. | 12 4 × 3                 | Typ: Findling Art: Konglomerat                | Block                | geringwertig | Naturdenkmal                               |           |
| Erratischer Block in Grafing                       | weitere Bilder | 175R004   | Grafing bei München (48° 2′ 51″ N, 11° 58′ 10″ O) | Inn-Chiemsee-Jungmoränenregion | Irrblock nördlich der Mauer des Pfarrfriedhofes. Der ursprüngliche Standort des Blocks ist nicht bekannt. | 6 3 × 2                  | Typ: Findling Art: Blöcke                     | Block                | bedeutend    | Naturdenkmal                               |           |
| Erratischer Block im Egmatinger Forst NE von Aying |                | 175R005   | Egmating (47° 59′ 3″ N, 11° 48′ 19″ O)            | Inn-Chiemsee-Jungmoränenregion | Der Gneis-Findling im Egmatinger Forst ist zum Teil in Würmschotter eingebettet. | 12 5 × 2                 | Typ: Findling Art: Gneis                      | Block                | bedeutend    | Naturdenkmal, Landschaftsschutzgebiet      |           |
| Egglburger Os W von Ebersberg                      | weitere Bilder | 175R006   | Ebersberg (48° 4′ 47″ N, 11° 56′ 18″ O)           | Inn-Chiemsee-Jungmoränenregion | Das Egglburger Os ist als markanter Hügelzug über ca. 1 km zu erkennen. Im Süden ist eine schräggeschichtete Ton-, Sand- und Kieswechsellagerung sowie gekritztes Geschiebe aufgeschlossen. | 240000 800 × 300         | Typ: Os Art: Schotter, Moräne                 | kein Aufschluss      | wertvoll     | Naturschutzgebiet, Landschaftsschutzgebiet |           |
| Eiszerfallslandschaft Dobel S von Grafing          |                | 175R007   | Grafing bei München (48° 1′ 59″ N, 11° 58′ 4″ O)  | Inn-Chiemsee-Jungmoränenregion | Das bewaldete Areal der Toteislandschaft ist ungefähr einen Quadratkilometer groß. Es finden sich typische Trockentäler, Toteislöcher und Kames. | 1000000 1000 × 1000      | Typ: Kames, Eiszerfallslandschaft Art: Moräne | kein Aufschluss      | wertvoll     | Landschaftsschutzgebiet                    |           |
| Hupfauer Höhe in Ebersberg                         | weitere Bilder | 175R008   | Ebersberg (48° 4′ 24″ N, 11° 57′ 43″ O)           | Inn-Chiemsee-Jungmoränenregion | Es handelt sich um eine Endmoränenkuppe des Ebersberger Stadiums. | 40000 200 × 200          | Typ: End-(Wall-)Moräne Art: Moräne            | kein Aufschluss      | bedeutend    | Naturdenkmal                               |           |
| Umlaufberg Roßkopf E von Ebersberg                 | weitere Bilder | 175R009   | Ebersberg (48° 4′ 44″ N, 11° 58′ 48″ O)           | Inn-Chiemsee-Jungmoränenregion | Der Umlaufberg entstand durch Schmelzwassererosion aus dem Endmoränenwall des Ebersberger Stadiums. | 18000 300 × 60           | Typ: Umlauf-/Durchbruchsberg Art: Moräne      | kein Aufschluss      | wertvoll     | kein Schutzgebiet                          |           |
| Erratischer Block SW von Moosach                   |                | 175R010   | Moosach (48° 1′ 41″ N, 11° 52′ 17″ O)             | Inn-Chiemsee-Jungmoränenregion | Der Sandsteinblock wurde beim Straßenbau freigelegt. Er weist deutliche Politur und Schrammen auf. | 12 4 × 3                 | Typ: Findling Art: Sandstein                  | Block                | bedeutend    | Landschaftsschutzgebiet                    |           |
| Toteisloch 1 SW von Buch                           |                | 175R011   | Kirchseeon (48° 3′ 21″ N, 11° 50′ 46″ O)          | Inn-Chiemsee-Jungmoränenregion | Das Toteisloch ist mit Verlandungsgesellschaften und Großseggen bewachsen. Es wird durch den Ackerbau gefährdet. | 12000 120 × 100          | Typ: Toteisloch Art: Schotter                 | kein Aufschluss      | bedeutend    | kein Schutzgebiet                          |           |
| Terrasse zwischen Gutterstätt und Baumhau          | weitere Bilder | 175R014   | Moosach (48° 2′ 1″ N, 11° 53′ 46″ O)              | Inn-Chiemsee-Jungmoränenregion | Zwischen Gutterstätt und Baumhau befindet sich eine auffällige Terrasse. Sie ist in den würmzeitlichen Schottern des Inngletschers angelegt. Der östliche Bereich wird weidewirtschaftlich genutzt und daher weitestgehend von störendem Bewuchs freigehalten. Daher ist dieser Abschnitt von der Straße Gutterstätt – Taglaching aus besonders gut zu erkennen. Dagegen ist der Westteil der Terrasse wegen des Baumbestandes weniger gut zu erkennen. Am Fuß der Terrasse treten gelegentlich Quellen aus, an denen sich Quelltuff bildet. | 75000 750 × 100          | Typ: Terrasse Art: Schotter, Kalktuff         | kein Aufschluss      | wertvoll     | kein Schutzgebiet                          |           |